# ドラゴン・ロホ・ジュニア
ドラゴン・ロホ・ジュニア（Dragón Rojo Jr.、1982年11月3日 - ）は、メキシコの覆面レスラー。ドゥランゴ州ゴメスパラシオ出身。

## 来歴
2001年6月28日に「ザラカタン・ジュニア」のリングネームでテクニコからデビュー。2006年「ディアマンテ・ネグロ」のリングネームでルードに転向。一時「エル･ススト」を名乗っていた。
2007年にCMLLと契約。
2008年7月に現在のリングネーム「ドラゴン・ロホ・ジュニア」を名乗る。
2011年1月22日新日本プロレス「NJPW PRESENTS CMLL FANTASICA MANIA 2011」にて石井智宏と組んでラ・マスカラ、タイガーマスク組と対戦。11月18日、獣神サンダー・ライガーを破り、CMLL世界ミドル級王座を獲得。

## 得意技
- レッグドロップ
- パワーボム

## 獲得タイトル
- CMLL世界ミドル級王座 : 1回
- CMLL世界タッグチーム王座：1回

w / ウルティモ・ゲレーロ
- メキシコナショナルトリオ王座：1回

w / サングレ・アステカ & ブラック・ウォリアー）
- CMLLトルネオ・グラン・アルタナティバ : 2008年優勝

w / ウルティモ・ゲレーロ
- コパ・ジュニア : 2010年優勝